# Paral·lel 42° sud
El paral·lel 42° sud és una línia de latitud que es troba a 42 graus sud de la línia equatorial terrestre. Travessa l'oceà Atlàntic, l'Oceà Índic, l'Australàsia, l'Oceà Pacífic i Amèrica del Sud.
En aquesta latitud el sol és visible durant 15 hores, 15 minuts durant el solstici d'hivern i 9 hores, 7 minuts durant el solstici d'estiu.

## Geografia
En el sistema geodèsic WGS84, al nivell de 42° de latitud sud, un grau de longitud equival a 82,850 km; la longitud total del paral·lel és de 29.826 km, que és aproximadament 74,0% de la de l'equador, del que es troba a 4.652 km i a 5.350 km del pol Sud

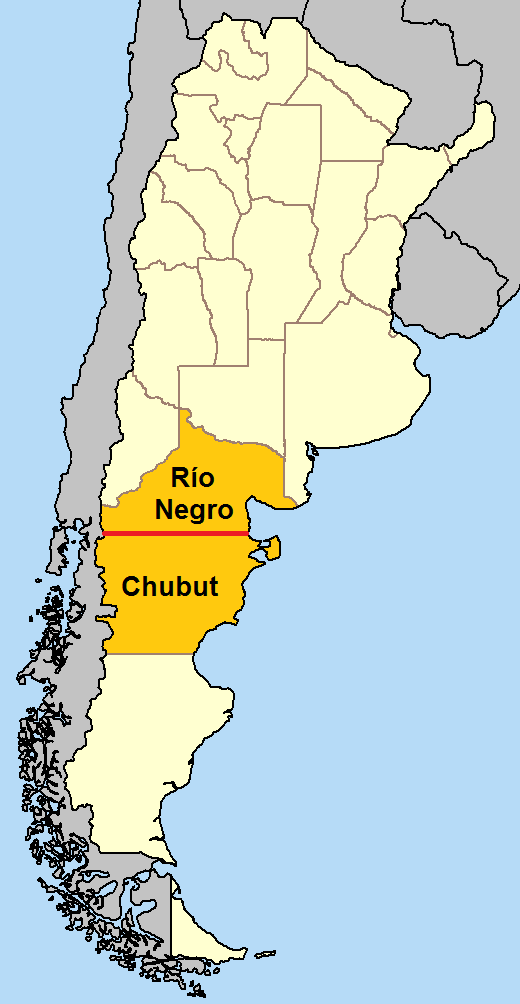
A Argentina, el paral·lel 42° sud defineix la frontera entre la província de Río Negro i Chubut.

## Arreu del món
A partir del Meridià de Greenwich i cap a l'est, el paral·lel 42° sud passa per: 
| Coordenades                               | País. Territori o mar | Notes                                                                            |
| ----------------------------------------- | --------------------- | -------------------------------------------------------------------------------- |
| 42° 0′ S, 0° 0′ E / 42.000°S,0.000°E      | Oceà Atlàntic         |                                                                                  |
| 42° 0′ S, 20° 0′ E / 42.000°S,20.000°E    | Oceà Índic            |                                                                                  |
| 42° 0′ S, 145° 13′ E / 42.000°S,145.217°E | Austràlia             | Tasmània                                                                         |
| 42° 0′ S, 148° 17′ E / 42.000°S,148.283°E | Oceà Pacífic          | Mar de Tasmània                                                                  |
| 42° 0′ S, 171° 23′ E / 42.000°S,171.383°E | Nova Zelanda          | Illa del Sud                                                                     |
| 42° 0′ S, 174° 0′ E / 42.000°S,174.000°E  | Oceà Pacífic          |                                                                                  |
| 42° 0′ S, 74° 3′ O / 42.000°S,74.050°O    | Xile                  | Illa Gran de Chiloé (Los Lagos)                                                  |
| 42° 0′ S, 73° 30′ O / 42.000°S,73.500°O   | Gold d'Ancud          |                                                                                  |
| 42° 0′ S, 72° 44′ O / 42.000°S,72.733°O   | Xile                  | Los Lagos                                                                        |
| 42° 0′ S, 71° 46′ O / 42.000°S,71.767°O   | Argentina             | El paral·lel defineix la frontera entre la província de Río Negro i la de Chubut |
| 42° 0′ S, 65° 4′ O / 42.000°S,65.067°O    | Oceà Atlàntic         |                                                                                  |